# Kaga (Ishikawa)
Kaga (jap. 加賀市, -shi) ist eine Stadt in der japanischen Präfektur Ishikawa.

## Geographie
Kaga liegt nordöstlich von Fukui und südwestlich von Kanazawa am Japanischen Meer.

## Verkehr
- Zug:
  - JR Hokuriku-Hauptlinie
- Straße:
  - Hokuriku-Autobahn
  - Nationalstraße 8, nach Kyōto und Niigata
  - Nationalstraße 305, nach Kanazawa und Minamiechizen
  - Nationalstraße 364, nach Ōno
  - Nationalstraße 465, nach Yokkaichi

## Sehenswürdigkeiten
- Katayamazu-Onsen (Heiße Quelle)
- Nakaya Ukichirō Schneeforschungszentrum und Museum, in Katayamazu[1]

## Angrenzende Städte und Gemeinden

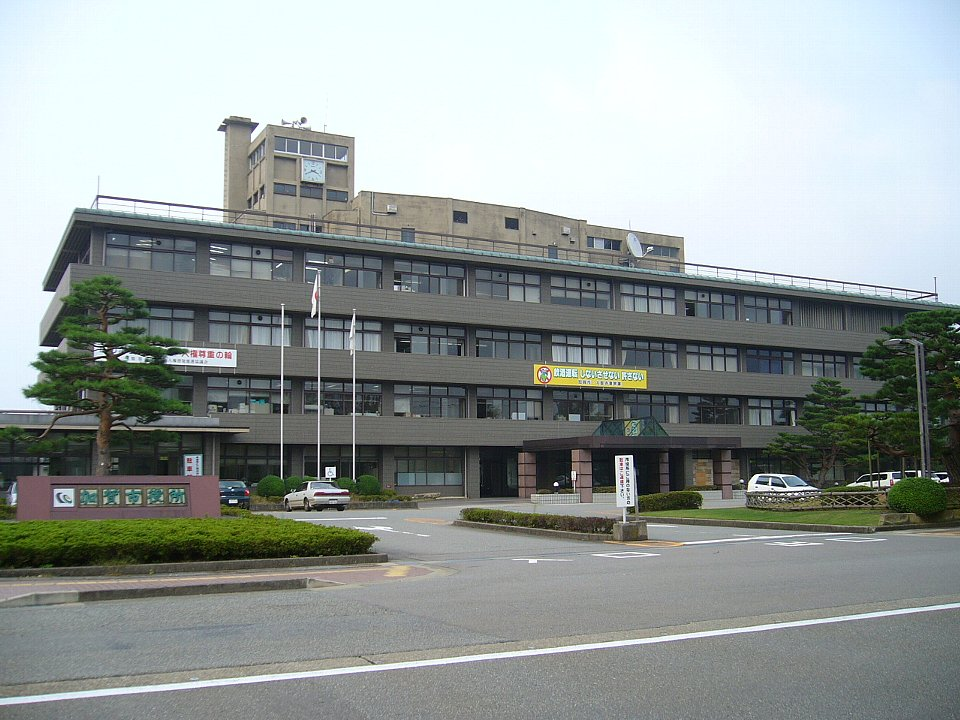
Rathaus

- Präfektur Ishikawa
  - Komatsu
- Präfektur Fukui
  - Katsuyama
  - Sakai
  - Awara

## Söhne und Töchter der Stadt
- Kinji Zeniya (* 1953), Badmintonspieler
- Nakaya Ukichiro (1900–1962), Physiker und Glaziologe
- Tsuji Masanobu (1900–1961), Oberst